# Bellator 95
 Bellator XCV  é um evento de artes marciais mistas organizado pelo Bellator Fighting Championships, ocorrido no dia 4 de abril de 2013 no Revel Casino em Atlantic City, New Jersey.

## Background
O evento inicialmente contaria com a luta pelo Cinturão Peso Pena do Bellator entre Pat Curran e Daniel Straus. Porém, em 26 de Fevereiro foi anunciado que Straus havia quebrado sua mão e se retirou da luta. Em 27 de Fevereiro, foi anunciado o vencedor do Torneio de Penas da Sétima Temporada Shahbulat Shamhalaev teria sua chance pelo título e enfrentaria Curran nesse card.
Esse card também contou com a nº1 no ranking 125-pounds feminino de acordo com o Ranking da Unified Women's MMA Jessica Eye vs. Munah Holland em uma luta no Peso Mosca Feminino.